# 共立 (保険販売会社)
共立株式会社（きょうりつ、The Kyoritsu Co., Ltd.）は、東京都に本社を置く保険代理店。

## 概要
1932年に保険事業を創業し、旧日本興業銀行（現みずほフィナンシャルグループ）のグループ会社として企業向け保険事業を中核として発展してきた。旧興銀およびみずほグループを中心に約12,000社の法人顧客と取引を有する。
共立グループは、1996年に国内初の保険ブローカーである共立インシュアランスブローカーズ（KIB）、1999年にリスクコンサルティングを行う共立リスクマネジメント（KRM）、2005年に国際鑑定業務を手掛ける共立ミラーインターナショナルアジャスティングを設立し、企業保険分野におけるフルラインのサービスを提供する。

## 歴史
- 1910年（明治43年）4月 創立
- 1932年（昭和7年） 6月 創業
- 2010年（平成22年）4月 創立100周年

## 海外展開
上海に現地法人（上海共立保険経紀有限公司）、香港に駐在員事務所と現地法人（共立インシュアランスブローカーズ香港）、シンガポールに提携先現地ブローカー（HSBC Insurance Brokers (Singapore) Pte Ltd.／日系企業担当ゼネラルマネージャーを派遣中）を擁し、現地の日系企業に対してサービスを提供する。また、世界各国130社の保険代理店・ブローカー集団であるアシュレックス・グローバル・パートナーズのメンバーであり、欧米地域においては同グループの現地ブローカーと連携してサービスを提供する。

## 支店
- 支店：大阪・福岡・名古屋・仙台・富山・広島・札幌・新潟・高松・静岡
- 海外事務所：上海・香港

## 子会社
- 共立インシュアランス・ブローカーズ株式会社（KIB）
- 共立リスクマネジメント株式会社（KRM）
- 株式会社共同広告社
- 共立防災サービス株式会社

## 不祥事
2024年10月31日、三井住友海上火災保険、損害保険ジャパン、あいおいニッセイ同和損害保険、東京海上日動火災保険の損害保険4社が東急など9法人の法人向け保険契約においてカルテルを結んでいた問題で、共立はエネルギー・金属鉱物資源機構との保険契約においてあいおいニッセイ損保を除く3社の談合に関与したとして損保4社と共に公正取引委員会から排除措置命令を受けた。